# FB BEST〜eternal trax〜
『FB BEST〜eternal trax〜』（エフビー・ベスト・エターナル・トラック）は、日本の音楽ユニットFavorite Blueのベスト・アルバムである。

## 概要
- 初のベストアルバム。全シングルをリリース順に収録。
- 表記されていないが全曲にリマスタリング音源が施されている。
- 今作でFavorite Blueが最後にリリースしたCD作品となった。

## 収録曲

### DISC1
1. 愛よりも激しく、誰よりも愛しく
1stシングル。
2. Active, my dream
2ndシングル。
3. SHAKE ME UP!
3rdシングル。
4. Movin'oN
4thシングル。
5. Change by me
5thシングル。
6. true gate
6thシングル。
7. さよならより永遠の中で
7thシングル。
8. Missing place
8thシングル。
9. close my love
9thシングル。
10. Let me go!
10thシングル。
11. truth of love
11thシングル。
12. PRIDE〜close to you〜
12thシングル。
13. solitude
13thシングル。
14. next days→
14thシングル。
15. sometime, somewhere 〜 Snowball fallin' on my head 〜
15thシングル。ラスト・シングル。

### DISC2
- FB Special MEGA-MIX